# هوقل حلقي الذيل
هوقل حلقي الذيل (الاسم العلمي: Spermophilus annulatus) (بالإنجليزية: Ring-tailed Ground Squirrel)‏ هو نوع من الحيوانات يتبع جنس الهوقل من فصيلة سنجابية.